# 山洞平腹蛛
山洞平腹蛛（学名：Gnaphosa corifera）为平腹蛛科平腹蛛属的动物。在中国大陆，分布于黑龙江等地。该物种的模式产地在蒙古。